# Baie Shelting
La baie Shelting (en russe Залив Шельтинга), est une baie de la côte nord de la mer d'Okhotsk en Russie. 

## Géographie
Elle se situe à l'ouest du golfe du Taouï entre les caps Moskvitin et Dal'ny. La péninsule d'Onara la sépare de la baie de Luzhin. Elle mesure environ 32 km de large. Ses rives sont principalement hautes et rocheuses, à l'exception d'une plage de sable à son extrémité nord-ouest. Des mouillages abrités des vents du sud peuvent être obtenus dans les parties nord-ouest et est de la baie.

## Histoire
Des baleiniers américains naviguent dans la baie à la recherche de baleines boréales dans les années 1850 et 1860. Ils la nomment alors Isaac Howland, d'après un navire de New Bedford ou Three Brothers Bay, selon un navire de Nantucket qui fréquentaient la région à l'époque.
La baie tient son nom d'Alexeï Shelting qui a exploré le Kamtchatka avec Vitus Béring en 1742.